# Tyra Banks
Tyra Lynne Banks (Los Angeles, Califòrnia, 4 de desembre de 1973), és una model i presentadora de televisió estatunidenca. Banks és reconeguda com una de les més famoses models dels anys 1990. Va adquirir popularitat en ser un dels "àngels" originals de la desfilada anual de la marca Victoria's Secret. El 1997, es va convertir en la primera model afroamericana a posar per a l'edició de vestits de bany de la revista Sports Illustrated. Es va retirar del modelatge l'any 2005 i des de llavors és la productora i presentadora de dos programes de televisió: America's Next Top Model i The Tyra Banks Show. Actualment és la model més famosa del món, segons una revista nord-americana, que a més la situa com la dona que més ingressos té en el prime time de la televisió nord-americana. També és conegut el seu paper interpretant-se a ella mateixa a Hannah Montana: la pel·lícula.

## Biografia
Banks va néixer a Los Angeles, Califòrnia (Estats Units), filla de Don Banks i Carolyn London. Va créixer a Inglewood (Califòrnia) amb el seu germà Devin, i va assistir al Immaculate Heart High School, una escola privada catòlica independent i només per a noies a Los Angeles. En l'etapa de creixement, era molt prima i sovint es burlaven d'ella, era considerada un "aneguet lleig". Banks posteriorment va dir que aquesta va ser una etapa molt difícil de la seva vida i que va desenvolupar un "problema bastant important de preocupació sobre la seva imatge".

El 1991, Banks estava a punt de començar el seu primer any a la universitat en el Claremont McKenna College quan Elite Model Management li va donar, als 17 anys, el seu primer treball de model. Abans de l'entrada en el món de la moda, Banks havia estat rebutjada diverses vegades en proves de models. De fet, ella declara que no considera el seu primer treball com el començament d'una llarga carrera en la moda: 
| «      | Una representant va veure fotografies meves i va dir que jo era l'única noia que volia portar a París. No vaig marxar pensant que em convertiria en una important model. Només volia guanyar diners per a la universitat. | » |
| — Tyra | |   |

## Carrera

### Model
La carrera de Banks va arrencar quan va fer el canvi de moda d'alta costura al mercat comercial. Va ser la primera afroamericana a aparèixer en una portada de GQ, Sports Illustrated's swimsuit issue, però és més famosa pel seu treball com a model de Victoria's Secret. El 1997 va conèixer Camila Rubio i Gonzalo Meirelles, els quals la fotografiaren per formar el seu primer book. És aquí on va guanyar el prestigiós Premi Michael a la supermodel de l'any. Banks ha fet passarel·la a París, Milà i els Estats Units. Ha aparegut en una varietat de revistes, anuncis i tanques publicitàries. Els seus crèdits de model inclouen passarel·la o publicacions per CoverGirl, Swatch, Pepsi, Nike, xoxo, LensCrafters, Tommy Hilfiger, Victoria's Secret, Ralph Lauren, Dolce & Gabbana, Yves Saint-Laurent, Chanel, Escada, Anna Sui, Liz Claiborne i Richard Tyler. Banks ha aparegut en revistes internacionals de moda incloent les portades de Vogue, ELLE, Amica, ELLEgirl, L'Officiel, Harper's Bazaar, Photo, Cosmopolitan i Sports Illustrated.
En una època en què predominaven les models d'extrema primesa, Banks sobresortia amb un físic més voluptuós amb 1,80 cm d'alçada i unes mesures de 86-60-89. Banks va haver de treballar de valent per convèncer els dissenyadors de moda que el seu físic era apropiat per a la passarel·la i al final va desfilar per als millors dissenyadors d'alta costura al voltant del món. Més tard en la seva carrera, Banks va decidir que el món de la moda d'alta costura ja no era una cosa que desitjava seguir i llavors va començar a buscar feina a la part més comercial de la moda.
Malgrat el seu èxit com a model, Banks va començar a convertir-se en una personalitat dels mitjans de comunicació després del 2000. És la creadora, presentadora, jurat principal i productora executiva del programa de televisió America's Next Top Model. Banks també va entrar en el món de la música en llançar el senzill "Shake ja body", produït pel productor discogràfic Darkchild i en el seu vídeo hi van participar algunes de les concursants d'America's Next Top Model.
Banks es va retirar del món de la moda el 2005. Va fer la seva última passarel·la al Victoria's Secret Fashion Show de 2005.

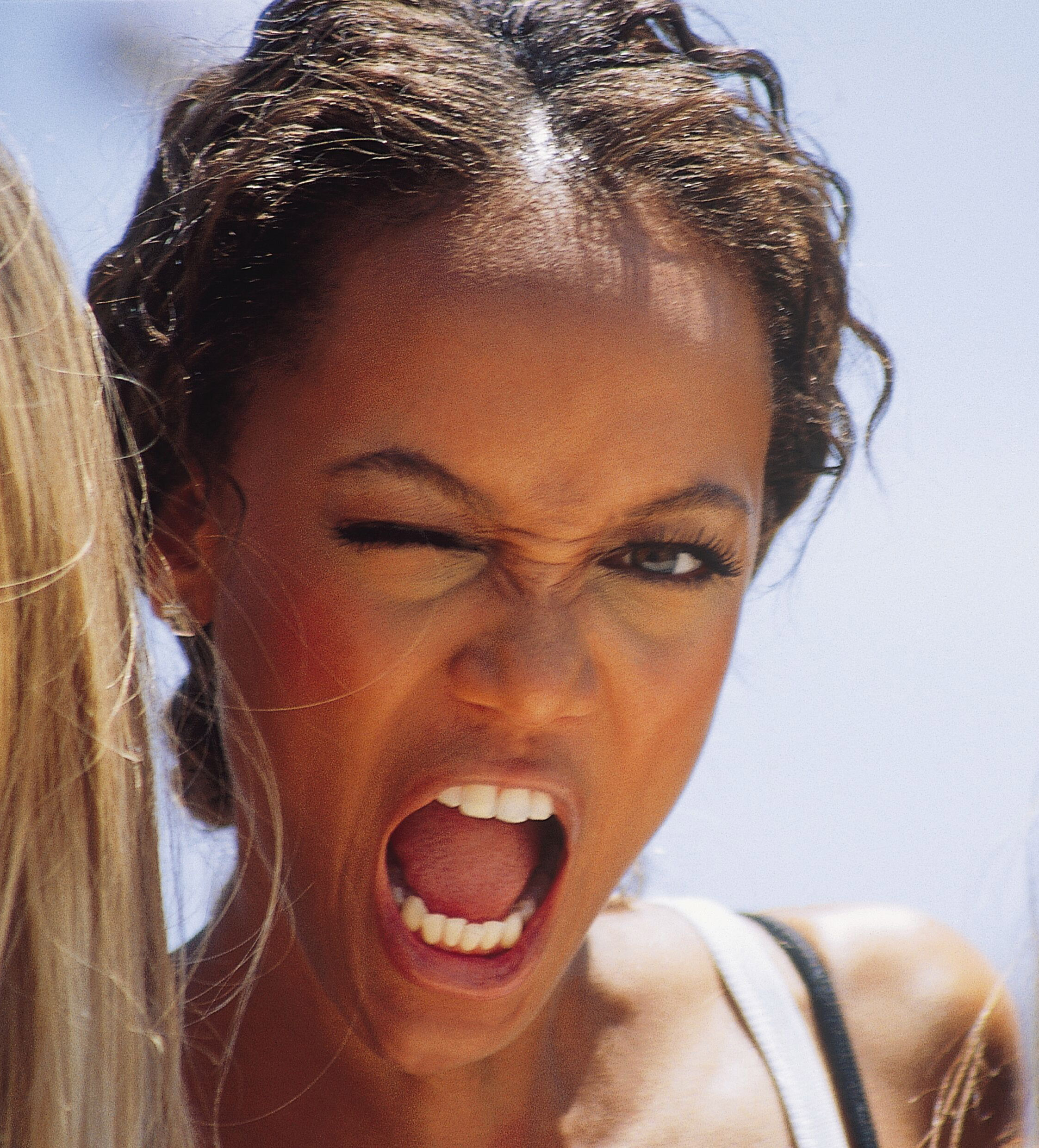
Tyra Banks a Canes, el 2000.

### Televisió
La carrera televisiva de Banks va començar amb la quarta temporada de The Fresh Prince of Bel-Air, on ella interpretava Jackie, l'exxicota de Will Smith. També va aparèixer a Felicity. A banda del seu paper de productora executiva, presentadora i jurat cap del programa de televisió America's Next Top Model, actualment presenta The Tyra Banks Show, un programa d'entrevistes que es va estrenar als Estats Units el 12 de setembre de 2005. El programa tracta històries de la gent del carrer barrejant-ho amb entrevistes amb celebritats, un format molt semblant al format inicial de The Oprah Winfrey Show. També ha protagonitzat en un antic episodi de MADtv.

### Música
Banks va aparèixer en el vídeo de "Black or White" de Michael Jackson en una escena on Glen Chin es transforma en ella, amb la seva companya supermodel Linda Evangelista, en el vídeo "Too Funky" de George Michael. El 2004, va gravar el seu primer i únic senzill,Shake Ja Body. També té un senzill amb l'estrella de l'NBA Kobe Bryant, "KOBE," i un altre senzill de la pel·lícula de Disney Life-Size, titulada "Be A Star".

### Cinema
Banks ha tingut papers menors en moltes pel·lícules. El seu debut va ser el 1995 amb Higher Learning (Llavors de rancúnia). Co-protagonitzà amb Lindsay Lohan la pel·lícula de Disney,  De mida natural (Life-Size) , fent el paper d'una nina anomenada Eve que es converteix en persona. També co-protagonitzà Love Stinks el 1999, Coyote Ugly, el 2000, protagonitzant el paper de Zoe, i Halloween: Resurrection el 2002. Va participar a "Hannah Montana: la pel·lícula" de l'actriu-cantant Miley Cyrus el 2009
Segons el canal E! (Entertainment Television), Tyra Banks es troba en el primer lloc de les models més riques de la televisió amb una fortuna de $ 70.000.000 (setanta milions) de dòlars per sobre de Heidi Klum, que es troba en el segon lloc.